# Омар Річардс
Омар Річардс (англ. Omar Richards, нар. 15 лютого 1998, Лондон) — англійський футболіст, захисник клубу «Ноттінгем Форест». На умовах оренди виступає за португальський «Ріу Аве».
Виступав, зокрема, за клуби «Редінг» та «Баварія», а також молодіжну збірну Англії.
Володар Суперкубка Німеччини.

## Клубна кар'єра
Народився 15 лютого 1998 року в місті Лондон. Вихованець юнацьких команд футбольних клубів «Фулгем» та «Редінг».
У дорослому футболі дебютував 2016 року виступами за команду «Редінг», в якій провів п'ять сезонів, взявши участь у 92 матчах чемпіонату. 
До складу клубу «Баварія» приєднався 2021 року. 

## Виступи за збірну
У 2019 році залучався до складу молодіжної збірної Англії. На молодіжному рівні зіграв в одному офіційному матчі.

## Статистика виступів

### Статистика клубних виступів
Станом на 27 травня 2021
| Сезон             | Команда           | Чемпіонат         | Чемпіонат | Чемпіонат | Національний кубок | Національний кубок | Національний кубок | Континентальні кубки | Континентальні кубки | Континентальні кубки | Інші змагання | Інші змагання | Інші змагання | Усього | Усього | Усього |
| Сезон             | Команда           | Ліга              | Ігор      | Голів     | Ліга               | Ігор               | Голів              | Ліга                 | Ігор                 | Голів                | Ліга          | Ігор          | Голів         | Ігор   | Голів  |        |
| ----------------- | ----------------- | ----------------- | --------- | --------- | ------------------ | ------------------ | ------------------ | -------------------- | -------------------- | -------------------- | ------------- | ------------- | ------------- | ------ | ------ | ------ |
| 2017–18           | «Редінг»          | ЧФЛ               | 13        | 2         | КА+КЛ              | 2+1                | 0                  |                      | -                    | -                    |               | -             | -             | 16     | 2      |        |
| 2018–19           | «Редінг»          | ЧФЛ               | 10        | 0         | КА+КЛ              | 1+1                | 0                  |                      | -                    | -                    |               | -             | -             | 12     | 0      |        |
| 2019–20           | «Редінг»          | ЧФЛ               | 28        | 0         | КА+КЛ              | 4+2                | 1+0                |                      | -                    | -                    |               | -             | -             | 34     | 1      |        |
| 2020–21           | «Редінг»          | ЧФЛ               | 41        | 0         | КА+КЛ              | 0+1                | 0+0                |                      | -                    | -                    |               | -             | -             | 42     | 0      |        |
| Усього за кар'єру | Усього за кар'єру | Усього за кар'єру | 92        | 2         |                    | 12                 | 1                  |                      | -                    | -                    |               | -             | -             | 104    | 3      |        |

## Титули і досягнення
- Чемпіон Німеччини (1):

«Баварія»: 2022
- Володар Суперкубка Німеччини (1):

«Баварія»: 2021
- Переможець Ліги конференцій УЄФА (1):

«Олімпіакос»: 2024